# Smart client
En informatique, un smart client (client intelligent) est une application qui peut être facilement déployée et qui se met à jour à partir d'un serveur. Plusieurs définitions existent avec chacune leurs nuances. La définition de Microsoft est la suivante : un smart client est une application qui peut être facilement déployée et gérée tout en proposant une expérience interactive riche. La capacité d'adaptation et la rapidité pour la réponse sont assurées par l'utilisation des ressources locales et des connexions établies de manière intelligente avec des données réparties (sur un serveur, d'autres machines, etc.).
Les smart clients se trouvent à mi-chemin entre les applications fonctionnant sur un poste local et celles qui accèdent à des services Web. Un tel client est capable de travailler même lorsqu'il n'a pas accès aux données sur le réseau, et ceci grâce à une copie locale des données. Une autre caractéristique est la possibilité d'évolution de l'interface grâce à une mise à jour depuis un serveur.
Le terme Rich Desktop Application est également employé pour parler de smart client.